# Die schreckliche Wahrheit
Die schreckliche Wahrheit (Originaltitel: The Awful Truth) ist eine US-amerikanische Screwball-Komödie mit Irene Dunne und Cary Grant aus dem Jahr 1937. Der Film beruht auf dem gleichnamigen Bühnenstück von Arthur Richman.

## Handlung
Jerry und Lucy Warriner sind ein wohlhabendes Ehepaar aus New York, das sich nach getrennten Urlaubsaufenthalten gegenseitig verdächtigt, Affären zu haben. Im Eifer des Gefechts landen sie eher ungewollt vor dem Scheidungsrichter. Alles wird einvernehmlich geregelt, bis auf das Sorgerecht für den gemeinsamen Foxterrier Mr. Smith, der Lucy, nachdem sie den Terrier mit einer Hundepuppe heimlich in ihre Richtung lockt, zugesprochen wird. Der Richter, der gewisse Zweifel an der Ernsthaftigkeit der Scheidungsabsicht hegt, gewährt den Warriners eine Bedenkzeit von 90 Tagen, erst danach wird das Urteil rechtskräftig. 
In der Scheidungsphase zieht Lucy zu ihrer unverheirateten Tante Patsy, die sie mit dem etwas naiven Ölmillionär Daniel Leeson aus Oklahoma bekannt macht. Leeson ist zu Besuch in New York, und Lucy und Daniel fangen an, sich mehr als nur sympathisch zu finden, was wiederum Jerry wurmt, den die Eifersucht packt. Er lässt die nächsten Wochen nichts unversucht, die beiden Liebenden zu trennen, was ihm insbesondere sein eingeräumtes Besuchsrecht bei dem Hund Mr. Smith ermöglicht. Als jedoch Daniels herrische Mutter, die gegen die Verbindung ihres Sohnes mit Lucy ist, anfängt, den Leumund von Lucy in Zweifel zu ziehen, ist Jerry der erste, der sie verteidigt. Lucy begreift, dass sie Jerry immer noch liebt, und will die Hochzeit mit Daniel absagen. Die Absage der Verbindung erübrigt sich, als Daniel und seine Mutter in Lucys Wohnung sowohl Jerry als auch Lucys charmanten Gesangslehrer Armand bei einer Prügelei antreffen. 
Jerry hat unterdessen eine Beziehung mit Barbara Vance, einem überspannten Mitglied der Oberen Zehntausend von New York, begonnen. Jerry und Barbara sind bald das Stadtgespräch, was allerdings Lucy nicht so ungerührt lässt, wie sie eigentlich hofft. Am Abend, bevor die Scheidung genau um Mitternacht finalisiert wird, stellt sich Lucy daher im Hause der Familie Vance als Jerrys Schwester, angeblich ein Showgirl, vor. Die snobhafte Familie Vance ist von Jerrys vermeintlicher, vulgärer Schwester abgestoßen. Lucy und Jerry verlassen schließlich gemeinsam das Haus der Vances. Es kommt zu Verwicklungen mit dem Autoradio und Verkehrspolizisten, an deren Ende Lucy das Auto ihres Ehemannes zerstört. Somit bleibt ihnen nichts anderes übrig, als die Nacht im nahegelegenen Landhaus von Tante Patsy zu verbringen. Beim Einschlafen in getrennten Zimmern entdecken die Eheleute, wie sehr sie sich immer noch lieben, und schaffen es, zwei Minuten vor Mitternacht doch wieder zusammen zu kommen.

## Hintergrund
Irene Dunne war nach zahlreichen Auftritten in Melodramen zu einem hochbezahlten Star geworden, als sie Mitte 1936 durch den Auftritt in Theodora wird wild einen erfolgreichen Wechsel in Richtung Komödiantin schaffte. Sie erhielt für den Film ihre zweite Oscarnominierung und es war ausgemacht, dass auch ihre nächste Produktion für Columbia Pictures ein Lustspiel sein sollte. Die Schauspielerin wählte schließlich als Projekt eine Adaption des Theaterstücks The Awful Truth von Arthur Richman, das bereits zweimal verfilmt worden war: 1925 mit Agnes Ayres und Warner Baxter, sowie 1929 als Tonfilm mit Ina Claire und Henry Daniell in den Hauptrollen unter der Regie von Marshall Neilan. Als männlichen Partner wählte Dunne den aufstrebenden Cary Grant, der im Vorjahr durch seine Auftritte neben Jean Harlow in Suzy und Joan Bennett in Big Brown Eyes sein Talent für Komödien bewiesen hatte.
Regisseur Leo McCarey drehte den Film ohne fertiges Skript und ließ die Schauspieler so oft wie möglich improvisieren. Während Dunne damit wenig Probleme hatte, war Cary Grant, der für seinen Auftritt eine Gage von $ 50.000 erhielt, am Anfang wenig von dieser Methode der Schauspielerführung begeistert. Er wollte sich zu einem Zeitpunkt sogar aus dem laufenden Vertrag herauskaufen, doch Studioboss Harry Cohn verweigerte seine Zustimmung. Die Zusammenarbeit mit Irene Dunne, mit der er noch zwei weitere Filme drehen sollte, war nicht einfach. Grant mangelte es noch an der nötigen Erfahrung und er war stets unzufrieden, egal was Leo McCarey auch versuchte.
Irene Dunne meinte dazu in einem späteren Interview zu den massiven Problemen des Schauspielers:

„Cary reagierte sehr empfindlich wegen jeder Kleinigkeit damals. Er war so empfindlich, dass er beinahe krank wurde. Wenn ihm etwas am Skript, an der Regie, an einem Schauspieler oder an der Szene nicht gefiel, reagierte er sehr emotional.“

Am Ende profitierten alle Beteiligten von dem fertigen Ergebnis: Irene Dunne erhielt ihre dritte Oscarnominierung, Cary Grant etablierte sich als Spezialist für romantische Komödien und das Studio hatte einen enormen finanziellen Erfolg. Der Foxterrier Skippy, der Mr. Smith spielte, hatte bereits als Asta das Ehepaar Nick und Nora Charles alias William Powell und Myrna Loy in der Der dünne Mann-Reihe erfreut. Im Folgejahr war er als „George“ in Leoparden küßt man nicht neben Cary Grant, Katharine Hepburn und einem Leoparden zu sehen.
Das Studio verfilmte den Stoff ein viertes Mal 1953 unter dem Titel Let’s Do It Again mit Jane Wyman und Ray Milland.

### Synchronisation
Die deutsche Synchronbearbeitung entstand erst 1981 im Auftrag der ARD für Fernsehausstrahlungen.
| Rolle          | Darsteller       | Synchronsprecher |
| -------------- | ---------------- | ---------------- |
| Lucy Warriner  | Irene Dunne      | Almut Eggert     |
| Jerry Warriner | Cary Grant       | Norbert Langer   |
| Daniel Leeson  | Ralph Bellamy    | Manfred Lehmann  |
| Armand Duvalle | Alex D’Arcy      | Thomas Frey      |
| Tante Patsy    | Cecil Cunningham | Tilly Lauenstein |
| Barbara Vance  | Molly Lamont     | Alexandra Lange  |

## Kritiken
„Eine ‚screwball comedy‘ in Perfektion, die vom Wortwitz der Dialoge und vom Spielwitz der Hauptdarsteller lebt. Auch die Nebenfiguren warten mit einigen komischen Überraschungen auf.“

„Um ehrlich zu sein, Die schreckliche Wahrheit ist schrecklich unwichtig, aber sie ist auch eine der lustigeren Komödien des Jahres von 1937, eines ziemlich guten Jahrganges.“

## Auszeichnungen
Der Film ging mit insgesamt sechs Nominierungen in die Oscarverleihung 1938, gewann jedoch nur eine der begehrten Trophäen:
- Bester Film – Nominierung
- Beste Regie – Gewonnen – Leo McCarey
- Beste Hauptdarstellerin – Nominierung – Irene Dunne
- Bester Nebendarsteller – Nominierung – Ralph Bellamy
- Bestes Drehbuch – Nominierung – Viña Delmar
- Bester Schnitt – Nominierung – Al Clark

1996 wurde Die schreckliche Wahrheit in das National Film Registry aufgenommen. Der Film wurde außerdem 2005 in die Time-Auswahl der besten 100 Filme von 1923 bis 2005 gewählt.